# Alevtina Kolchina
Alevtina Kolchina (en russe : Алевтина Павловна Колчина, Alevtina Pavlovna Koltchina), née Alevtina Leontieva le 11 novembre 1930 à Pavlovski, kraï de Perm et morte le 1er mars 2022
, est une fondeuse soviétique.
Elle a gagné cinq médailles olympiques dont un titre en relais et deux médailles en individuel. Surtout, elle possède sept titres de championne du monde dont quatre en individuel qui fait d'elle la meilleure fondeuse soviétique des années cinquante.

## Biographie
Alevtina Kolchina est la femme du fondeur Pavel Kolchin avec qui elle partage la Médaille Holmenkollen en 1963 (le seul couple à avoir réalise cela) et a eu un fils, nommé Fiodor, devenu coureur du combiné nordique. Depuis 1973, elle et son mari sont basés à Otepää, Estonie, où ils occupent des rôles d'entraîneur et administratifs pour l'équipe estonienne de ski. Elle obtient la nationalité estonienne après l'effondrement de l'URSS au début des années 1990.

### Carrière sportive
À treize ans, Alevtina Kolchina souffre sévèrement d'une tuberculose, mais revient en condition pour être compétitive en moins d'un an.
Elle obtient ses premiers podiums aux Championnats nationaux en 1954, où elle est participe à sa première course aux championnats du monde ; elle y est cinquième au dix kilomètres. Sa première sélection pour des jeux olympiques a lieu aux Jeux 1956, à Cortina d'Ampezzo, où elle arrive quatrième du dix kilomètres et est médaillé d'argent sur le relais. Dès 1958, elle se retrouve au sommet du fond mondial, remportant le titre de championne du monde à Lahti sur le dix kilomètres  et le relais. Même si elle ne remporte aucune médaille aux Jeux olympiques de Squaw Valley 1960 (4e du dix kilomètres), elle est imbattable sur les Championnats du monde 1962, gagnant les trois titres mis en jeu : cinq kilomètres, dix kilomètres et relais. Elle est également auteure d'une série de victoires au Festival de ski de Holmenkollen, où elle remporte le dix kilomètres trois fois entre 1961 et 1963, avant de gagner le cinq kilomètres en 1966. En 1963 et 1965, elle s'impose sur le dix kilomètres des Jeux du ski de Lahti.
Sur les Jeux olympiques d'Innsbruck en 1964, elle vient chercher le titre qui lui manque, la médaille d'or olympique. Elle manque son objectif en individuel ; elle remporte sa première médaille sur le dix kilomètres avec le bronze, mais le réalise en relais, où l'URSS s'impose confortablement avec Yevdokiya Mekshilo et Klavdiya Boyarskikh.
Sur les Championnats du monde 1966 à Oslo, elle porte son total de médailles d'or à sept, gagnant le cinq kilomètres et le relais. Elle ajoute une huitième médaille mondiale sur le dix kilomètres, où elle est battue par Boyarsikh.
Elle finit sa carrière dans les grands championnats aux Jeux olympiques de Grenoble 1968, où elle ajoute deux médailles de bronze à sa collection : au cinq kilomètres et au relais.
Au total, elle gagne treize titres de championne d'URSS, dont neuf en individuel entre 1956 et 1964.

## Palmarès

### Jeux olympiques
| Épreuve / Édition | Cortina d'Ampezzo 1956 | Squaw Valley 1960 | Innsbruck 1964 | Grenoble 1968 |
| 5 km              |                        |                   | Bronze         | Bronze        |
| 10 km             | 4e                     | 4e                | 7e             | 7e            |
| Relais 4 × 5 km   | Argent                 |                   | Or             | Bronze        |

### Championnats du monde
| Épreuve / Édition | Falun 1954 | Lahti 1958 | Zakopane 1962 | Oslo 1966 |
| 5 km              |            |            | Or            | Or        |
| 10 km             | 5e         | Or         | Or            | Argent    |
| Relais 4 × 5 km   |            | Or         | Or            | Or        |